# Платан лондонський
Плата́н ло́ндонський, або плата́н кленоли́стий (Platanus × acerifolia) — гібрид двох видів платанів, східного (Platanus orientalis) і західного (Platanus occidentalis). Свою назву дістав від міста Лондона, де був виведений цей гібрид.